# Kaffemjölk
Kaffemjölk används som salunamn för mjölk som är tänkt att användas i kaffe. Mjölken är normalt UHT-behandlad för att ha lång hållbarhet och för att kunna förvaras i rumstemperatur. Den vanligaste förpackningsstorleken är portionsförpackningar på 14-20 ml. Fetthalten brukar ligga mellan 1,5 och 4 procent men lägre fetthalt förekommer.
Om fetthalten är runt 10-12 procent säljs produkten under salunamnet kaffegrädde och förekommer då även i konsumentförpackningar på 2,5-5 dl.
Kaffemjölk ska inte förväxlas med Caffelatte, Café au lait eller Café con leche som alla tre betyder kaffemjölk i översättning från sina respektive språk men som är varmt kaffe med olika mängd tillsatt mjölk.